# Herren Grubo von Grubenhagen

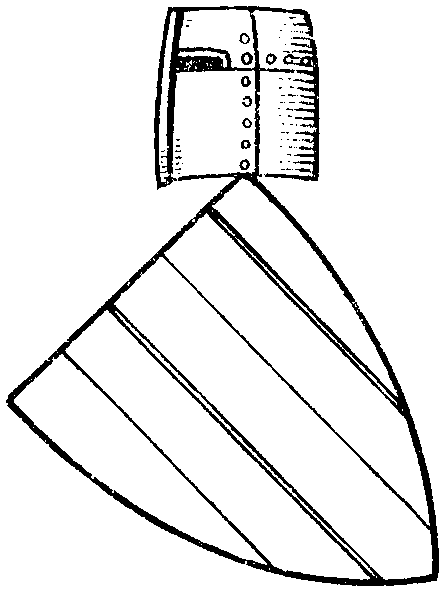
Wappen der Grube von Grubenhagen

Die Herren Grubo von Grubenhagen waren ein Ministerialengeschlecht im Umfeld der Welfen.

## Geschichte
Grubo (auch Grube) war der Beiname. Er taucht auch in frühen Urkunden der Herren von Steinberg auf, welche im 13. Jahrhundert z. B. Diener des Propstes des Kreuzstiftes Hildesheim stellten. Auch als Zeuge des Bischofs von Schwerin wird der Beiname in dem Jahrhundert erwähnt, denn sie waren auch in der dortigen Gegend aktiv, als Lehensnehmer der Fürsten von Werle.

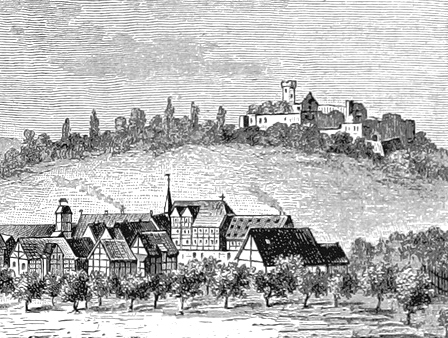
Die Burg Grubenhagen auf einem Merian-Stich um 1654 mit Rotenkirchen im Vordergrund

Stammvater war Heinrich I., der eine Frau von Volkmarode heiratete. Er war Ministerialer von Pfalzgraf Heinrich sowie von Otto IV. Heinrich II. war Marschall von Herzog Otto, der ihm den Schutz des Klosters Northeim nach dem Ende der Vogtei Dassel übertrug. Heinrich III. war Marschall von Herzog Albrecht. Ab 1268 trug die Familie den Namen von Grubenhagen, der sich auf die Burg Grubenhagen bezog. In jener Gegend hatten sie Besitz, das bei Güterübertragungen urkundlich erschien.
Den Besitz des später wüst gefallenen Medenheim verkauften sie an das Kloster Northeim, die Villikationen Müllingen und Algermissen verpfändeten sie an das Hildesheimer Domkapitel. Auch von dem Kloster Riddagshausen erhielten sie Geld für Besitz. Landbesitz in Berwartshausen übertrugen sie 1239 dem Kloster Amelungsborn.
Als Zeugen traten sie im 13. Jahrhundert auch in Urkunden der Grafen von Dassel, der Grafen von Everstein sowie Herzog Ottos auf, ebenso bei den Stadtrechtsverleihungen für Hann. Münden und Lüneburg. In der Urkunde für Lüneburg waren die Grafen von Regenstein, Hallermund und Woldenberg die wichtigsten Zeugen gewesen. Im 14. Jahrhundert betrafen ihre Zeugentätigkeiten vorwiegend Angelegenheiten in Einbeck im Zusammenhang mit dem Marienkloster und dem Alexanderkloster.
Sie verfügten über Lehensrechte an verschiedenen Höfen, darunter ein Hof in Rotenkirchen und eine Mühle in Echte. Die meisten Höfe fielen später wüst. Die Rechte hatten sie von den Edelherren von Meinersen, von Ludolf V. von Dassel sowie von Herzog Albrecht II. und dessen Sohn Otto. 1388 verkauften sie Otto dem Quaden ihre Rechte am östlichen Rand des Sollings bei Lauenberg an der Dieße.
Für das Kloster Fredelsloh übernahmen sie 1301 den Schutz der Liten. Hier wurde Heinrich III. unter dem Nonnenchor begraben.

## Wappen
Im „Wappenbuch des Westfälischen Adels“ ist das Wappen eines Henricus (1328) mit zwei Pfählen blasoniert und abgebildet.

## Stammfolge
- Heinrich I. Grubo (1199–1239)
  - Heinrich II. Grubo (1230–1249)
    - Heinrich III. Grubo (1252–1296)
      - Gertrud (1284) Nonne im Kloster Fredelsloh
      - Johann II. Grubo (1284–1328)
        - Heinrich IV. Grubo (1313–1365)
        - Bernhard (1327) Kanoniker im Stift Gandersheim
        - Beseko (1345)
        - Werner (1329–1345)
          - Heinrich V. Grubo (1365–1383)
          - Johann III. Grubo (1383–1402)